# Wayne (Maine)
Wayne ist eine Town im Kennebec County des Bundesstaates Maine in den Vereinigten Staaten. Im Jahr 2020 lebten dort 1129 Einwohner in 840 Haushalten auf einer Fläche von 66,38 km².

## Geografie
Nach dem United States Census Bureau hat Wayne eine Gesamtfläche von 66,38 km², von der 49,88 km² Land sind und 16,50 km² aus Gewässern bestehen.

### Geografische Lage
Wayne liegt im Westen des Kennebec Countys und grenzt an das Androscoggin County. Zentral in nordsüdlicher Richtung durchzieht eine Seenkette die Town. Im Norden liegt der Lovejoy Pond, zentral der Pocasset Lake und im Süden der Androscoggin Lake. An der östlichen Grenze der Town liegen der Berry Pond und der Wilson Pond. Die Oberfläche ist leicht hügelig, die höchste Erhebung ist der 203 m hohe Morrison Heights.

### Nachbargemeinden
Alle Entfernungen sind als Luftlinien zwischen den offiziellen Koordinaten der Orte aus der Volkszählung 2010 angegeben.
- Norden: Fayette, 3,4 km
- Nordosten: Readfield, 13,5 km
- Osten: Winthrop, 11,6 km
- Südosten: Monmouth, 7,1 km
- Südwesten: Leeds, Androscoggin County, 7,6 km
- Nordwesten: Livermore Falls, Androscoggin County, 8,6 km

### Stadtgliederung
In Wayne gibt es zwei Siedlungsgebiete: Wayne und North Wayne.

### Klima
Die mittlere Durchschnittstemperatur in Wayne liegt zwischen −7,2 °C (19 °Fahrenheit) im Januar und 20,6 °C (69 °Fahrenheit) im Juli. Damit ist der Ort gegenüber dem langjährigen Mittel der USA um etwa 6 Grad kühler. Die Schneefälle zwischen Oktober und Mai liegen mit bis zu zweieinhalb Metern mehr als doppelt so hoch wie die mittlere Schneehöhe in den USA; die tägliche Sonnenscheindauer liegt am unteren Rand des Wertespektrums der USA.

## Geschichte
Die Besiedlung von Wayne startete 1773, als sich Job Fuller in dem Gebiet niederließ. Das Gebiet gehörte zum Kennebec Purchase von Gouverneur Bradfords Plymouth Plantation in Massachusetts. Das Gebiet wurde zunächst Pocasset, später New Sandwich Plantation genannt. Am 12. Februar 1798 wurde die Town Wayne organisiert. Benannt wurde die Town nach Anthony Wayne, einem General unter George Washington.
Ein Gore wurde 1804 hinzugenommen und Teile der Town Leeds in den Jahren 1810 und 1859. An Winthrop wurde in den Jahren 1816, 1839 und 1852 Land abgegeben. Ein Teil von Lovermore Falls kam im Jahr 1821 hinzu und im selben Jahr wurde Land an Readfield abgegeben.

### Einwohnerentwicklung
| Volkszählungsergebnisse – Town of Wayne, Maine | Volkszählungsergebnisse – Town of Wayne, Maine | Volkszählungsergebnisse – Town of Wayne, Maine | Volkszählungsergebnisse – Town of Wayne, Maine | Volkszählungsergebnisse – Town of Wayne, Maine | Volkszählungsergebnisse – Town of Wayne, Maine | Volkszählungsergebnisse – Town of Wayne, Maine | Volkszählungsergebnisse – Town of Wayne, Maine | Volkszählungsergebnisse – Town of Wayne, Maine | Volkszählungsergebnisse – Town of Wayne, Maine | Volkszählungsergebnisse – Town of Wayne, Maine |
| Jahr                                           | 1800                                           | 1810                                           | 1820                                           | 1830                                           | 1840                                           | 1850                                           | 1860                                           | 1870                                           | 1880                                           | 1890                                           |
| ---------------------------------------------- | ---------------------------------------------- | ---------------------------------------------- | ---------------------------------------------- | ---------------------------------------------- | ---------------------------------------------- | ---------------------------------------------- | ---------------------------------------------- | ---------------------------------------------- | ---------------------------------------------- | ---------------------------------------------- |
| Einwohner                                      | 500                                            | 819                                            | 1051                                           | 1153                                           | 1201                                           | 1367                                           | 1194                                           | 938                                            | 950                                            | 775                                            |
| Jahr                                           | 1900                                           | 1910                                           | 1920                                           | 1930                                           | 1940                                           | 1950                                           | 1960                                           | 1970                                           | 1980                                           | 1990                                           |
| Einwohner                                      | 707                                            | 595                                            | 458                                            | 464                                            | 463                                            | 459                                            | 498                                            | 577                                            | 680                                            | 1029                                           |
| Jahr                                           | 2000                                           | 2010                                           | 2020                                           | 2030                                           | 2040                                           | 2050                                           | 2060                                           | 2070                                           | 2080                                           | 2090                                           |
| Einwohner                                      | 1112                                           | 1189                                           | 1129                                           |                                                |                                                |                                                |                                                |                                                |                                                |                                                |

## Kultur und Sehenswürdigkeiten

### Bauwerke
In Wayne wurden drei Objekte unter Denkmalschutz gestellt und ins National Register of Historic Places aufgenommen.
- Androscoggin Yacht Club 2012 unter der Register-Nr. 12000893[10]
- Wayne Town House 1976 unter der Register-Nr. 76000098[11]
- Wing Family Cemetery 1991 unter der Register-Nr. 91001514[12]

## Wirtschaft und Infrastruktur

### Verkehr
Die Maine State Route 133 führt in westöstlicher Richtung durch Wayne. Sie verbindet Wayne mit Winthrop im Süden und Livermoore Falls im Norden. Von ihr zweigt in südlicher Richtung die Maine State Route 219 nach Leeds ab.

### Öffentliche Einrichtungen
Es gibt keine medizinischen Einrichtungen oder Krankenhäuser in Wayne. Die nächstgelegenen befinden sich in Gardina, Whinthrop und Augusta.
In Wayne befindet sich die Wayne-Cary Memorial Library in der Winthrop Road.

### Bildung
Wayne gehört zusammen mit Mt. Vernon, Manchester und Readfield zur Regional School Unit #38. Im Schulbezirk werden den Schulkindern mehrere Schulen angeboten:
- Maranacook Community High School Schulklassen 9–12, in Readfield
- Maranacook Community Middle School Schulklassen 6–8, in Readfield
- Manchester Elementary School Schulklassen PreK-5, in Manchester
- Mt. Vernon Elementary School Schulklassen PreK-5, in Mount Vernon
- Readfield Elementary School Schulklassen PK-5, in Readfield
- Wayne Elementary School Schulklassen K-5, in Wayne

## Persönlichkeiten

### Söhne und Töchter der Stadt
- Annie Louise Cary (1842–1921), Sängerin
- Homer Albert Norris (1860–1920), Organist, Musikwissenschaftler und Komponist.